# Wszemiłowice
Wszemiłowice – wieś w Polsce, położona w województwie dolnośląskim, w powiecie wrocławskim, w gminie Kąty Wrocławskie. Do 31 grudnia 2024 integralną część miejscowości stanowił przysiółek Jurczyce. W latach 1975–1998 miejscowość administracyjnie należała do województwa wrocławskiego.

## Historia
Wieś pierwszy raz wzmiankowana w roku 1323 jako Schymelwicz, kiedy to została nabyta przez braci Giselhera i Jana Colneri od Heidenreicha von Mulheym. Do roku 1810 była własnością komandorii joannitów przy kościele Bożego Ciała we Wrocławiu.

## Zabytki
- Murowana z cegły neogotycka kapliczka z przełomu XIX i XX wieku, z XVIII-wieczną figurką św. Jana Nepomucena wykonaną z piaskowca z resztkami polichromii.